# Apagobelus
Apagobelus là một chi bọ cánh cứng trong họ Belidae.

## Các loài
- Apagobelus brevirostris (Lea, 1917)